# 下町ハイボール
下町ハイボール（したまちハイボール）は、東京の下町酒場で提供される、酒場ごとに異なる「謎のエキス」と炭酸水とで焼酎を割ったアルコール飲料。焼酎ハイボール（しょうちゅうハイボール）とも呼ばれる。

## 概要
本来、ハイボールとはウイスキーをソーダ水で割ったものを指すが、日本においてはウイスキーとは長らく高級洋酒であり価格も高かったため、安価に入手できた焼酎で代用することが考案された。酒としての味わいの自己主張がないいわゆる「甲種の焼酎」を用いた焼酎ハイボールは、安くて飲みやすいうえ、アルコール度数が高くて酔いやすく、職人や工員の多かった下町の酒場で人気を博すことになった。
「エキス」は提供する店独自とされており、その店でないと味わえなかった。また、「エキス」を用いない「ドライ系」の下町ハイボールを提供する店もある。

## 歴史
堀切菖蒲園駅近くの「小島屋」が、下町ハイボールの元祖を名乗っている。
下町ハイボールの考案前からも、焼酎に店独自の「エキス」を少量加えて味付けしたものが飲まれてはいた。これはほぼ焼酎そのままのアルコール度数25パーセントのものではあったが、味が付いていることから飲みやすかった。これをさらに薄めて飲むための割り材として、ホッピーが1948年に発売される。その後、無味の炭酸飲料で焼酎を割って店独自の「エキス」を添加するようになり、下町ハイボールが誕生した。
1980年にハイサワーが、続いて缶飲料のハイリッキーが発売され、日本は酎ハイブームになっていく。
2023年6月には上野恩賜公園で「下町ハイボールフェス」が開催された。